# Thrigby
Thrigby är en by i civil parish Mautby, i distriktet Great Yarmouth, i grevskapet Norfolk i England. Byn är belägen 8 km från Great Yarmouth. Thrigby var en civil parish fram till 1935 när blev den en del av Mautby. Civil parish hade 47 invånare år 1931. Byn nämndes i Domedagsboken (Domesday Book) år 1086, och kallades då Trikebei/Trukebei.